# Спрінг-Брук Тауншип (округ Лекаванна, Пенсільванія)
Спрінг-Брук Тауншип (англ. Spring Brook Township) — селище (англ. township) в США, в окрузі Лекаванна штату Пенсільванія. Населення — 2748 осіб (2020).

## Демографія
Згідно з переписом 2010 року, у селищі мешкало 2768 осіб у 1091 домогосподарстві у складі 770 родин. Було 1178 помешкань
Расовий склад населення:
| - 97,4 % — білих - 0,7 % — азіатів - 0,4 % — чорних або афроамериканців - 0,1 % — корінних американців |

До двох чи більше рас належало 0,9 %. Частка іспаномовних становила 1,6 % від усіх жителів.
За віковим діапазоном населення розподілялося таким чином: 22,0 % — особи молодші 18 років, 62,8 % — особи у віці 18—64 років, 15,2 % — особи у віці 65 років та старші. Медіана віку мешканця становила 43,2 року. На 100 осіб жіночої статі у селищі припадало 100,7 чоловіків;  на 100 жінок у віці від 18 років та старших — 99,8 чоловіків також старших 18 років.
Середній дохід на одне домашнє господарство  становив 76 536 доларів США (медіана — 62 857), а середній дохід на одну сім'ю — 90 311 долар (медіана — 75 724). Медіана доходів становила 48 816 доларів для чоловіків та 36 346 доларів для жінок. За межею бідності перебувало 5,4 % осіб, у тому числі 5,9 % дітей у віці до 18 років та 2,8 % осіб у віці 65 років та старших.
Цивільне працевлаштоване населення становило 1389 осіб. Основні галузі зайнятості: освіта, охорона здоров'я та соціальна допомога — 26,1 %, виробництво — 13,3 %, роздрібна торгівля — 11,7 %.